# Kloster Heiligenthal

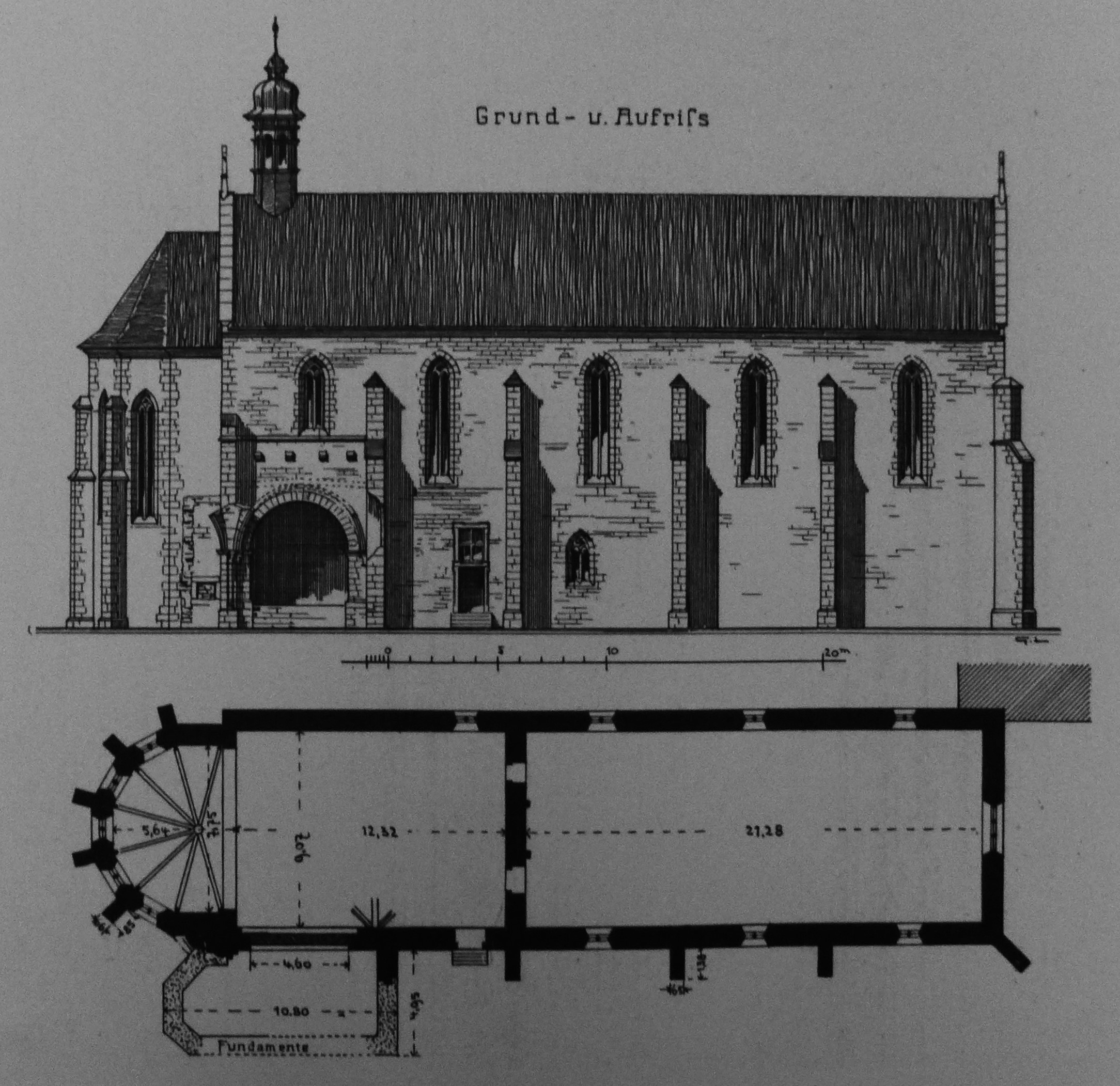
Grund und Aufriss der ehemaligen Klosterkirche Heiligenthal

Das Kloster Heiligenthal ist ein ehemaliges Kloster der Zisterzienserinnen in Schwanfeld (Ortsteil Heiligenthal) in Bayern in der Diözese Würzburg.

## Geschichte
Das Kloster Heigenthal bei Schwanfeld wurde 1234 durch die selige Äbtissin Jutta von Fuchsstadt, eine Schwester des Ritters Helebold von Fuchsstadt, gegründet. Von dem Zisterzienserinnenkloster ist heute – neben einzelnen Ausstattungsstücken – nur die Kirche des späteren 13. Jahrhunderts erhalten geblieben, denn das Kloster geriet schon im Laufe des 14. Jahrhunderts in Schwierigkeiten, wurde unter Fürstbischof Lorenz von Bibra (1495–1519) reformiert und von Fürstbischof Julius Echter 1579 säkularisiert zugunsten des Julius-Spitals in Würzburg. Im 19. Jahrhundert gelangten Gebäude und Ländereien in Privatbesitz und werden seitdem als landwirtschaftlicher Betrieb genutzt. Der Besitz des Klosters wurde zur Dotation des Julius-Spitals in Würzburg bestimmt.

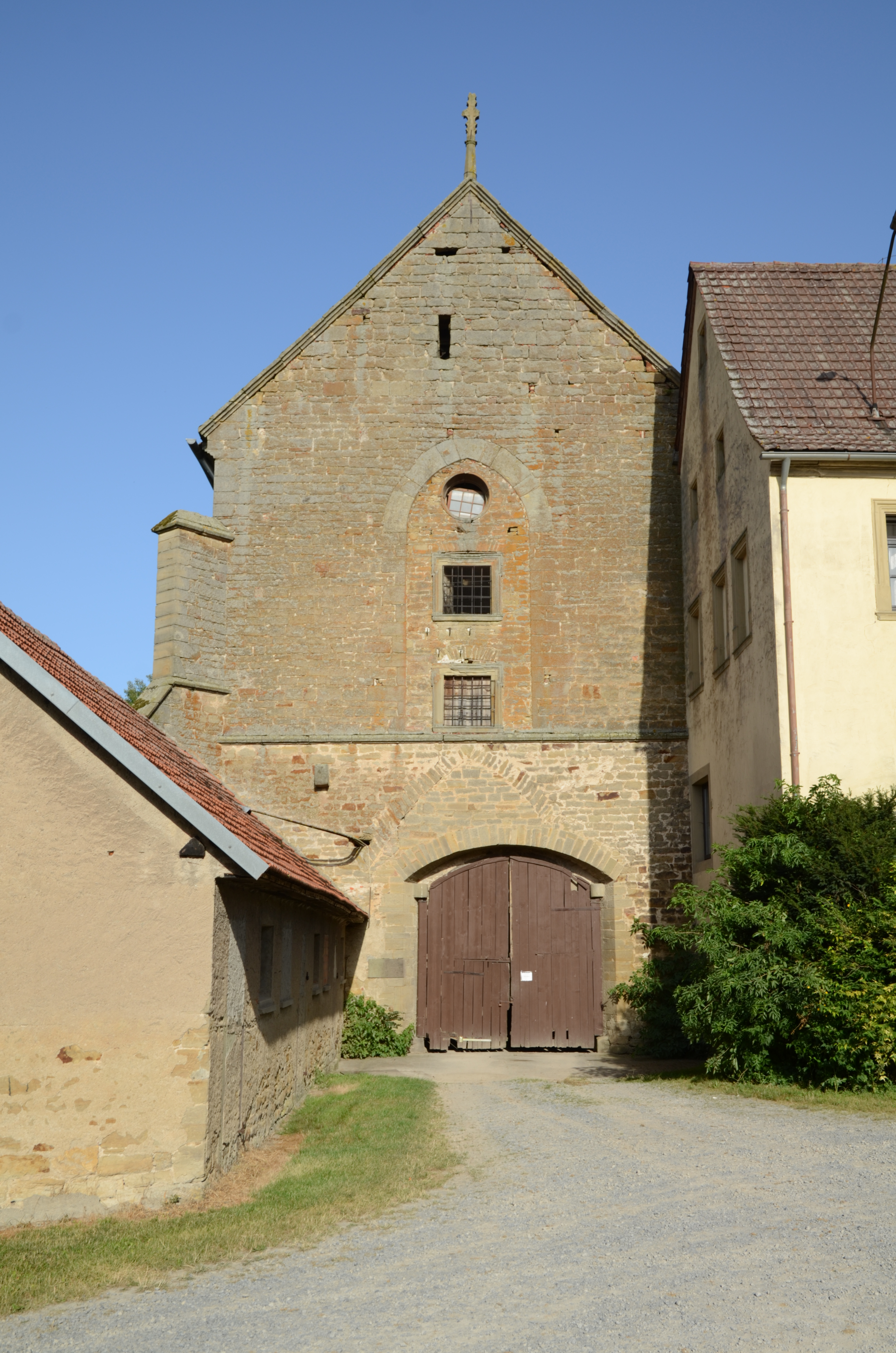
Front
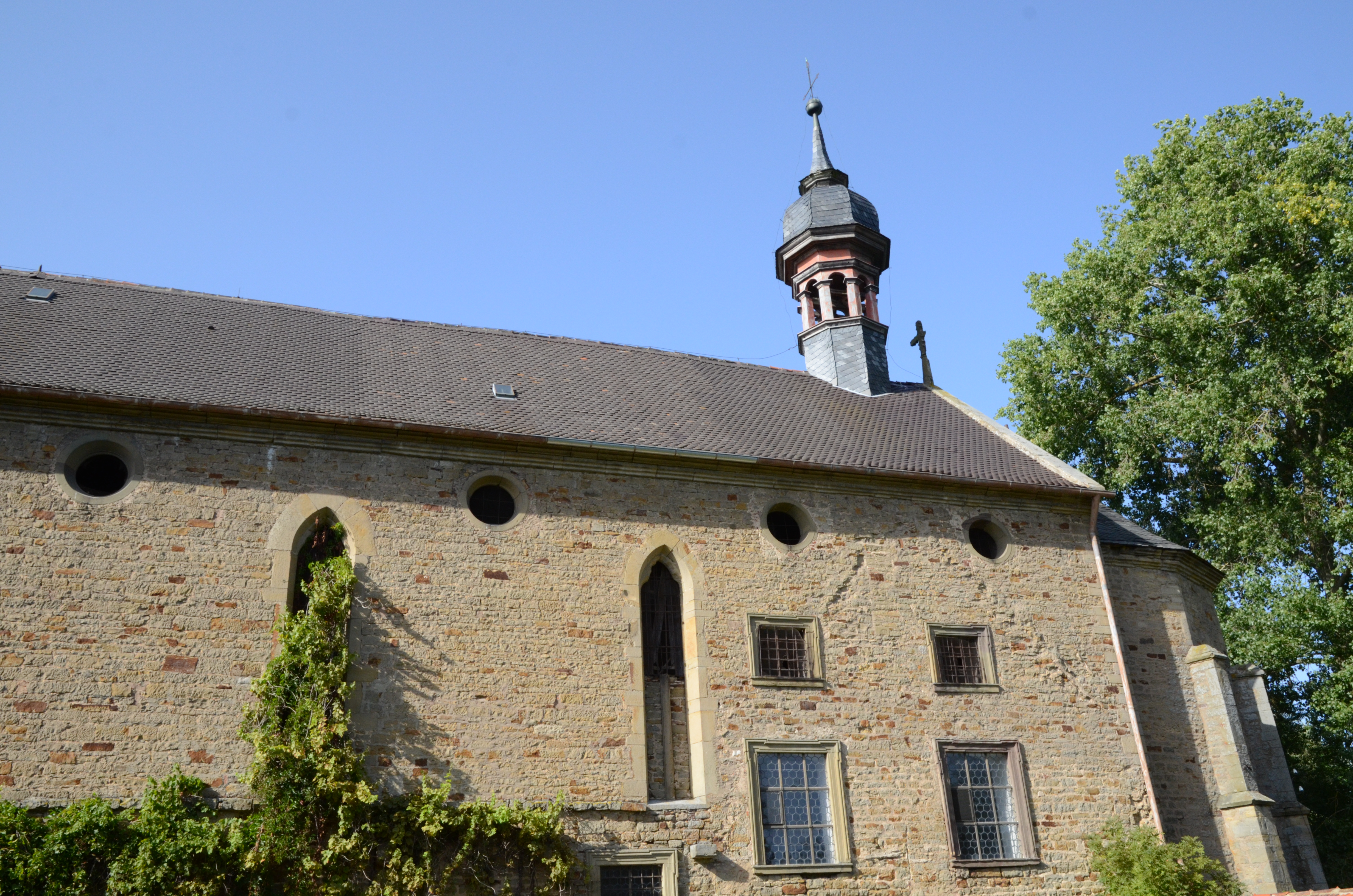
Außenansicht des Schiffes
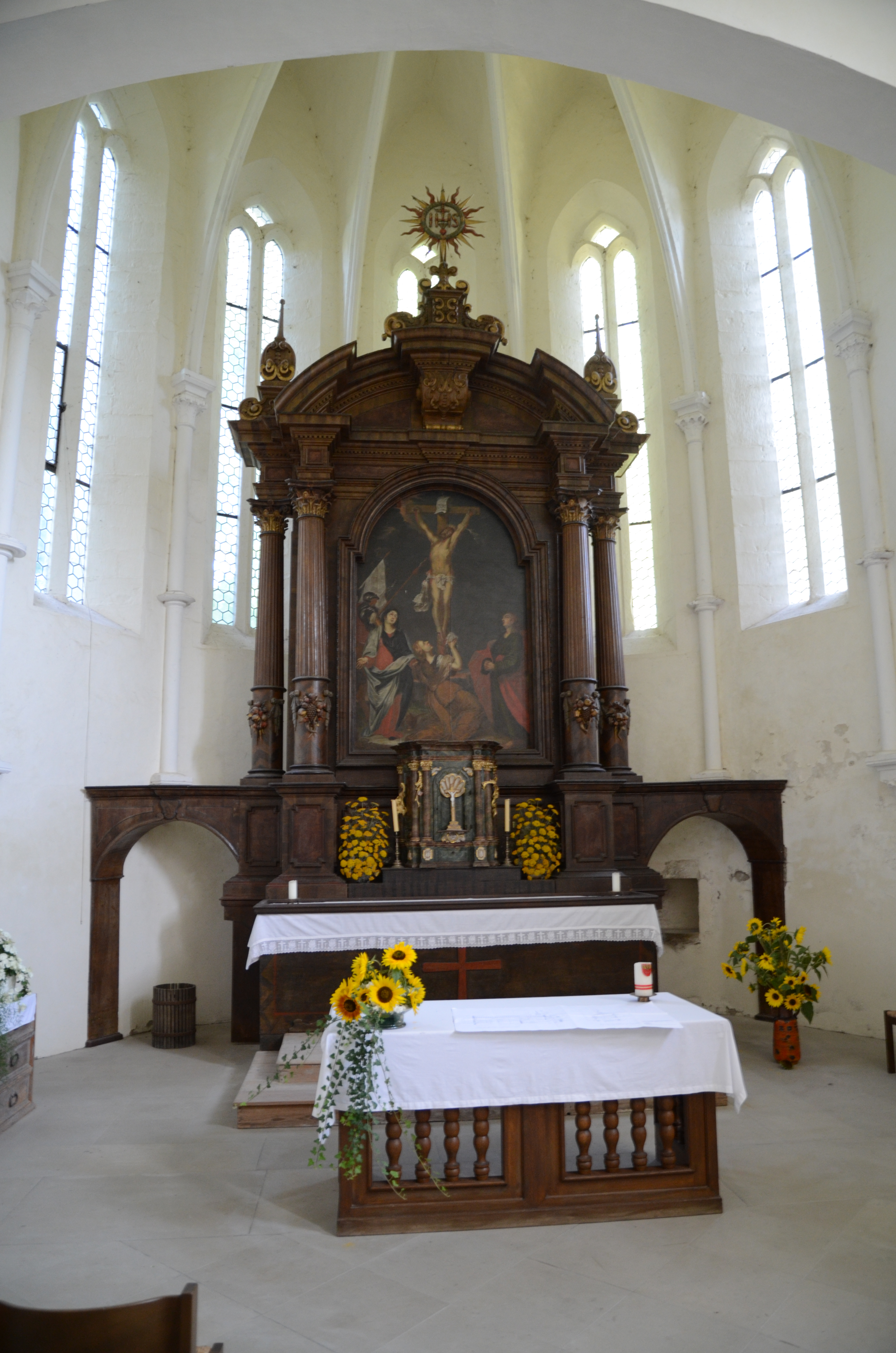
Chorraum